# 모로코의 역사
모로코에서 사람이 살았던 역사는 구석기 시대부터이며, 가장 오래된 것은 제벨 이르후드이다. 이후 모로코는 타포랄트를 포함한 이베로모루시안 문화의 일부였다. 마우레타니아 왕국과 다른 고대 베르베르 왕국이 수립된 이후 이드리스 왕조와 다른 이슬람 왕조가 모로코 국가를 세운 이후 식민지 시대와 독립 시대로 거슬러 올라간다.
고고학적 증거에 따르면 이 지역에는 적어도 40만년 전에 호민관이 살았다. 기록된 모로코의 역사는 기원전 8세기에서 6세기 사이에 페니키아인들이 모로코 해안을 식민지로 삼은 것으로 시작하지만, 그 이전까지 약 2000년 동안 베르베르인들이 이 지역에 거주했다. 기원전 5세기에 카르타고의 도시 국가는 해안 지역에 대한 패권을 확장했다. 그들은 기원전 3세기 후반까지 그곳에 머물렀고, 반면 내륙 지역은 토착 군주들에 의해 통치되었다. 기원전 3세기부터 기원후 40년까지 베르베르족 군주들이 이 지역을 다스렸다가 로마 제국에 합병되었다. 기원후 5세기 중반에 반달족에게 점령당했고, 6세기에 비잔티움 제국에 의해 복구되었다.
이 지역은 서기 8세기 초에 이슬람교도들에 의해 정복되었지만, 740년 베르베르 반란 이후 우마이야 왕조로부터 분리되었다. 반세기 후, 모로코 왕국은 이드리스 왕조에 의해 세워졌다. 모로코는 알모라비드 왕조와 알모하드 왕조에 의해 마그레브와 무슬림 스페인을 지배했다. 사디 왕조는 1549년부터 1659년까지 나라를 다스렸고, 1667년부터는 모로코의 통치 왕조가 되었다.

## 선사 시대
고고학적 발굴은 초기 인류의 존재뿐만 아니라 호모 사피엔스의 조상인 사람들의 존재를 모로코에서 증명했다. 1971년 살레에서 40만 년 된 초기 인류 조상의 화석화된 뼈가 발견되었다. 1991년 제벨 이르후드에서 발굴된 초기 호모 사피엔스의 뼈는 최소 30만년 이상 된 것으로 밝혀져 세계에서 가장 오래된 호모 사피엔스의 표본이다. 2007년 타포랄트에서 82,000년 된 작은 구멍 뚫린 조개 구슬이 발견되었으며, 이는 세계 어디에서나 발견된 최초의 개인 장식의 증거가 되었다.
중석기 시대, 20,000년에서 5000년 전 사이에 모로코의 지형은 현재의 건조한 지형보다 사바나와 더 닮았다. 이 시기 모로코의 정착지에 대해서는 거의 알려져 있지 않지만, 마그레브 지역의 다른 곳에서 발굴된 결과 카프사 문화와 같이 중석기 시대의 사냥꾼과 채집가들에게 대접할 수 있었던 사냥감과 숲이 풍부하게 발견되었다는 것을 알 수 있다.
중석기 시대 이후 신석기 시대에는 사냥꾼과 목동들이 사바나를 점령했다. 이러한 신석기 시대의 사냥꾼과 목동들의 문화는 기원전 5000년 이후 기후 변화의 결과로 이 지역이 건조해지기 시작할 때까지 번성했다. 신석기 시대 초기 모로코의 해안 지역은 지중해 지역 전체에 공통적인 압인무늬토기 문화 문화를 공유했다. 고고학적 발굴은 소의 가축화와 농작물의 재배가 모두 그 시기에 이 지역에서 일어났다는 것을 시사한다. 동기 시대, 또는 구리 시대에 비커 문화는 모로코의 북쪽 해안까지 도달했다.

## 초기 역사

### 카르타고 (800년경~기원전 300년경)
페니키아인들이 모로코 해안에 도착한 것은 모로코 북부에서 수세기 동안 외세에 의한 통치를 예고했다. 페니키아 상인들은 기원전 8세기 이전에 지중해 서부에 침투했고, 얼마 지나지 않아 해안과 현재의 모로코 영토의 강을 따라 소금과 광석을 위한 창고를 세웠다. 페니키아인들의 주요 초기 정착지로는 셸라, 릭소스, 모가도르가 있었다. 모가도르는 기원전 6세기 초까지 페니키아 식민지였던 것으로 알려져 있다.
기원전 5세기에 카르타고는 북아프리카의 대부분을 지배했다. [[카르타고]는 내륙의 베르베르 부족들과 상업적인 관계를 발전시켰고, 원자재 개발에서 그들의 협력을 보장하기 위해 매년 그들에게 공물을 바쳤다.

## 초기 이슬람 모로코 (700년경~743년경)

### 무슬림 정복 (700년경)
서기 7세기 중반에 시작된 이슬람교의 마그레브 정복은 8세기 초에 이루어졌다. 그것은 아랍어와 이슬람 모두를 그 지역에 가져왔다. 모로코는 이슬람 제국의 일부였지만 처음에는 이프리키야의 부속 지방으로 조직되었고, 카이르완의 이슬람 총독이 임명했다.
토착 베르베르 부족들은 이슬람을 받아들였지만, 관습법을 유지했다. 그들은 또한 새로운 이슬람 정부에 세금과 헌사를 바쳤다.

### 베르베르 반란 (740년~743년)
서기 740년 청교도적인 카와리지파 선동가들에 의해 촉발된 베르베르인들은 지배적인 우마이야 칼리파국에 대항하여 반란을 일으켰다. 반란은 모로코 서부의 베르베르 부족들 사이에서 시작되었고, 지역 전역으로 빠르게 확산되었다. 비록 반란은 카이르완 성문에 도달하기 전에 서기 742년에 소멸되었지만, 다마스쿠스의 우마이야 통치자들과 그들의 아바스 왕위 계승자들은 이프리키야 서쪽 지역에 그들의 통치권을 다시 부과하지 못했다. 모로코는 우마이야와 아바스 왕조의 지배에서 벗어나 현재 알제리 서부에 있는 틀렘센과 티아레에 더하여 바르가와타, 시질마사, 네코르와 같은 소규모의 독립적인 베르베르 국가들로 분열되었다. 베르베르인들은 계속해서 그들만의 이슬람교를 형성했다. 바누 이프란과 같은 일부는 급진적인 청교도 이슬람 종파와의 관계를 유지했고, 바르가와타와 같은 다른 종파들은 새로운 혼합 신앙을 구축했다.

## 바르가와타 (744년~1058년)
바르가와타는 모로코의 대서양 연안에 거주하던 베르베르 부족의 연합체이다. 우마이야에 대항하여 모로코에서 수프리 카와리지파 반란과 동맹을 맺은 후, 그들은 타리프 알마타리의 지도 아래 사피와 살레 사이의 대서양 연안의 타메스나 지역에 독립국(744년~1058년)을 세웠다.

## 시질마사 토후국 (757년~976년)
미드라드 토후국 또는 바누 미드라드는 타필랄트 지역을 통치하고 757년에 시질마사 시를 세운 베르베르 왕조이다.

베르베르는 서사하라의 교역로를 따라 시질마사 (1000년경~1500년경)를 보고한다. 금밭은 밝은 갈색 음영으로 표시된다.

시질마사는 중세 모로코의 도시로, 사하라 사막의 북쪽 끝에 위치했다. 리사니 마을 근처의 타필랄트 오아시스에 있는 지즈 강을 따라 8km(5마일)에 걸쳐 있다. 이 도시의 역사는 베르베르 왕조의 여러 차례 연속적인 침략으로 특징지어졌다. 14세기까지 서사하라 종단 무역로의 북쪽 종착역으로서 중세 마그레브에서 가장 중요한 무역 중심지 중 하나였다.

## 네코르 토후국 (710년~1019년)
네코르 토후국은 모로코의 리프 지역을 중심으로 한 토후국이었다. 수도는 처음에 템사만에 위치하다가 네코르로 옮겨졌다. 서기 710년 칼리파국의 지원을 받아 살리흐 1세 이븐 만수르에 의해 설립되었다. 그의 지도 아래, 지역 베르베르 부족들은 이슬람을 받아들였지만, 나중에 나프자 부족에서 온 한 명의 아즈 자이디에게 유리하게 그를 폐위시켰다. 그들은 이후 마음을 바꿔 이븐 만수르를 다시 임명했다. 그의 왕조인 바누설리 왕조는 1019년까지 이 지역을 통치했다.
859년, 왕국은 62척의 배를 가진 바이킹 집단의 지배를 받게 되었고, 바이킹들은 네코르에서 무어인 군대를 물리쳤다. 모로코에서 8일간 머문 후, 바이킹들은 스페인으로 돌아가 동부 해안까지 계속 올라갔다.

## 이드리스 토후국 (789년~974년)
이드리스 토후국은 788년부터 974년까지 통치했던 모로코를 중심으로 한 이슬람 국가였다. 하산 이븐 알리의 증손자인 이드리스 1세의 이름을 따서 명명된 이드리스 왕가는 일부 역사가들에 의해 최초의 모로코 국가의 시조로 여겨진다.